# Liam Gogan
Liam Seosamh Gógan (Dublino, 24 ottobre 1891 – Dublino, 4 dicembre 1979) è stato un poeta irlandese.
Scrisse in lingua irlandese.

## Biografia
Dopo la scuola presso i fratelli delle scuole cristiane, studiò cultura celtica al Collegio Universitario di Dublino. Appartenne ai Volontari Irlandesi, organizzazione paramilitare per l'indipendenza, di cui fu vicesegretario dal 1913 al 1915. Nel 1914 divenne vice-conservatore delle antichità nel Museo nazionale d'Irlanda, ma in seguito all'insurrezione del 1916 fu internato e solo nel 1922, dopo l'indipendenza, fu riammesso nel Museo; ivi divenne conservatore della Divisione arte e industria dal 1936 al 1956.
Passò vario tempo in Francia e Germania approfondendo la conoscenza di quelle letterature (fra l'altro con un ampio studio sull'opera di Rilke), e negli ultimi anni soleva trascorrere le sue vacanze a Roma.

## Attività per la lingua gaelica
Dal 1923 al 1927 collaborò con Pádraig Duinnín (Patrick S. Dinneen) al rifacimento - pubblicato nel 1927 - del famoso dizionario gaelico-inglese. Nella prefazione al dizionario padre Dinneen menzionò più volte l'apporto di Gógan: a pag.VII ("In tutti gli ampliamenti dell'opera la ricerca del sig.Gógan ha abilmente completato i miei sforzi"), a pag.XI (a proposito di certi vocaboli particolari della regione di Connacht), e soprattutto a pag.XII ("Ho potuto utilizzare il consiglio e l'ampio sapere del sig.Gógan, M.A., N.U.I. e vice-conservatore delle antichità irlandesi al Museo Nazionale, durante la maggior parte della preparazione dell'opera; ma ancor più egli si è prodigato durante gli ultimi quattro o cinque anni, con instancabile energia e fervore, nel lavoro di revisione, trascrizione, sistemazione e ricerca, a un grado irraggiungibile dal mio singolo sforzo. Egli mi è venuto in aiuto quando la pressione del lavoro era al culmine e quando la massa del materiale per la sua stessa vastità minacciava di risultare ingovernabile da un singolo operatore; il suo ardore si è dimostrato inestinguibile, e non io soltanto, ma tutta l'ampia cerchia a cui questo libro è rivolto, abbiamo un debito di gratitudine per la sua prolungata fatica patriottica").
Gógan fu particolarmente attivo nella Lega degli Scrittori. Inoltre, con vari altri cultori della lingua, collaborò alle iniziative della compagnia teatrale gaelica fondata nel 1913 da Piaras Béaslaí.
In gaelico pubblicò numerosissimi articoli e saggi su varie riviste. Per limitarsi a quelli apparsi su Feasta, se ne trova un lungo elenco in Mac Peaircín, sui più diversi argomenti e anche su temi esteri; fra questi non mancano articoli su poeti italiani:  File na Háta Síoda, Belli (Il poeta dal cilindro, Belli) nel settembre 1964, Bás File, Giuseppe Ungaretti (Morte d'un poeta, Giuseppe Ungaretti) nel settembre 1970.
Numerose anche le traduzioni in gaelico: Ní Mhuiríosa (1980: 17) menziona la sua traduzione del volume Gaelic Pioneers of Christianity; in Welch si ricordano sue traduzioni di opere classiche e moderne di poeti europei, oltre ad uno studio inedito sulla poesia europea; O'Brien (1978: 105-106) menziona traduzioni o adattamenti da Austin Clarke, Thomas Hardy. Catullo, Rilke ed altri.

## L'opera poetica
La produzione poetica di Gógan copre parecchi decenni, con sei successive raccolte: Nua-dhánta (Poesie nuove) nel 1919, Dánta agus Duanóga (Poesie e cantici) nel 1929, Dánta an Lae Indiu (Canti del giorno d'oggi) nel 1936, Dánta eile 1939-1947 (Altre poesie 1939-1941) nel 1947, Dánta agus duanta 1941-1947 (Poesie e canti 1941-1947) nel 1952, Duanaire a sé (Raccolta numero sei) nel 1966.
Durante quel lungo scorrere di anni la storia della poesia gaelica in generale vedeva grandi evoluzioni, dalla faticosa fase di rinascita ancora pionieristica coi primi tentativi di modernizzazione di Pádraig Mac Piarais (Patrick Pearse) morto nel 1916, a una fase di oscuramento fra le due guerre, sino all'improvvisa grande fioritura, sempre più ampia e moderna, dalla seconda guerra mondiale in poi Ma in mezzo a queste vicende generali la posizione di Gógan rimase sempre piuttosto isolata e solitaria.
Lo studioso statunitense Frank O' Brien, che nel 1968 è stato il primo a studiare sistematicamente la poesia gaelica del Novecento, gli ha dedicato commenti piuttosto critici (O' Brien: 105-106), ma poi ha incluso alcune sue poesie nella propria antologia poetica gaelica moderna (Duanaire Nuafhilíochta, An Clóchomhar Tta, Dublino 1969).  O' Brien riconosceva che a suo tempo Gógan fu tra i pochissimi a tentare in gaelico una poesia immaginosa colta (e a volte anche - ma con esiti poco validi - una poesia sarcastica, per la collera diffusa nei primi tempi dell'indipendenza fra quanti erano delusi per la modestia dei governi rispetto alle attese eroiche);  ma lamentava che Gógan, grande vocabolarista, avesse ecceduto nell'uso di vocaboli inconsueti non sempre adatti al contesto poetico; e citava come esempio il volume Dánta agus Duanta 1941-1947 che dovette essere accompagnato da un glossario per spiegare centinaia di vocaboli inusitati.  In conclusione questo primo critico lo classificava come poeta minore, pur attribuendogli il merito di aver introdotto nella sua poesia una tendenza alla cultura cittadina che doveva poi entrare in gran parte della poesia gaelica moderna; comunque gli riconosceva un interessante stile impressionistico in poesie come Eachtra Criosantéimeach (Evento crisantemico), che difatti ha poi incluso nella sua antologia.
Un critico più recente, il prof. Ó Tuama (1995: 6-7), pur rilevando che lo stile di Gógan è rimasto isolato e non ha fornito modelli alle generazioni successive, dà di Gógan una valutazione più positiva.  Anzitutto gli riconosce di aver catturato qua1cosa del mondo contemporaneo in un'epoca in cui ciò era inconsueto. Ammette che il suo linguaggio insolito ed eccentrico, segnato dalla tradizione settecentesca e dal sapere vocabolaristico, è talvolta troppo letterario; tuttavia osserva che egli è il primo poeta gaelico, dopo parecchi secoli, a suo agio nel regno delle arti visive, e in particolare loda quelle poesie in cui Gógan riesce a situare un incontro amoroso in un bosco che sembra uscito da un quadro di Corot, o a dipingere la navigazione di una chiatta in un canale nei modi dell'impressionismo.
Infine l'Oxford Companion for Irish Literature (Welch 1996: 218) caratterizza Gógan per la tendenza alla modernità e per i metri e forme, legati alla tradizione ma anche all'esempio di poeti innovatori come Théophile Gautier e Arthur Rimbaud.
Le poesie apprezzate dai critici sopra nominati sono tra quelle ancora lette e incluse nelle antologie.
La poesia "Evento crisantemico" (Eachtra Criosaintéimeacht), menzionata da O' Brien, è tutta basata su un impasto di colori e di impressioni che vanno dagli "alto-verdeggianti fiori gialli" in giardino, tra le foglie autunnali castane cadute dagli alberi, al riapparire dei gialli crisantemi in un "antico vaso d'argilla ricolmo di castano" in una stanza, sino all'arrivo "come nota musicale" della giovane Katia "in rossa veste", coi suoi capelli castani, essa stessa "fior degli alto-verdeggianti fiori", "forma, fiamma splendente" che attraverso i cieli giunge "ad un queto riposo in questa poesia".
Quanto alle due poesie lodate da Ó Tuama, la prima è intitolata Fantais Coille (Fantasia boschiva) ed ha un contenuto tra pittorico e allegorico: una coppia lascia una festa e si inoltra solitaria in "un bosco alla Corot" dai magici colori, ma alla fine è attratta "passo passo verso un intrico di ortiche", dove una visione di terrore la fa tornare "a passi tardi e mesti" là donde era venuta "tanto tempo fa".  E la poesia Líobharn Stáit (Natante di Stato) è a sua volta un'allegoria dei governanti "ignavi che non conoscono il valore e le prodezze degli oceani profondi", e vengono raffigurati come una pigra chiatta trainata da un cavallo bolso in un modesto canale; ma il blando intento ironico è soverchiato dall'amore per il paesaggio irlandese, e questa navigazione fra i campi finisce per costituire un placido quadro, tanto che lo stesso autore ha aggiunto al titolo l'indicazione: dath-rionnaíocht (incisione a colori).